# Palacio de la Cité
El palacio de la Cité fue residencia y sede del poder de los reyes de Francia desde el siglo X hasta el siglo XIV, y ha continuado siendo la sede de los principales tribunales de justicia hasta nuestros días. Se extendía por la parte oeste de la Isla de la Cité, en el I Distrito de París.
Una parte del palacio se convirtió en prisión del Estado en 1370, tras del abandono del palacio como residencia por Carlos V y sus sucesores. La prisión de la Conciergerie ocupaba la planta baja del edificio que bordea el muelle del Reloj y las dos torres; la planta superior estaba reservada al Parlamento. La prisión fue considerada durante el Terror como la antesala de la muerte. Pocos salían libres. La reina María Antonieta, precisamente, estuvo encarcelada allí en 1793.
Hasta la primavera de 2018, gran parte del lugar estuvo ocupada por el Palacio de Justicia de París. La antigua prisión de la Conciergerie, bordeada por el muelle del Reloj, al noreste de la isla, así como la Sainte-Chapelle, constituyen los vestigios esenciales del Palacio de la Cité.

## Historia

### Antigüedad

Restitución del recinto galorromano, superpuesto al plano actual de la Isla de la Cité.

Entre el 308 y el 336, la Isla de la Cité estuvo rodeada por un muro defensivo. Defendida de este modo, la isla estaba dotada de dos grandes monumentos públicos: en la punta occidental, el gran castellum o palatium y, bajo el actual Mercado de Flores, una basílica de gran tamaño. De hecho, en la época de las invasiones bárbaras, la Isla de la Cité se convirtió en una posición estratégica, y dos emperadores militares residieron en ella: Juliano, en 358 y durante el invierno del 359-360, y luego Valentiniano I. La muralla, de dos metros de espesor y de la que no se sabe si estaba provista de torres, constituía una defensa relativamente débil. El Palatium ocupaba una superficie de aproximadamente una hectárea. Este espacio albergaba el tribunal del Pretorio y fue, de manera temporal, residencia de los emperadores Juliano y Valentiniano. La basílica, parcialmente descubierta en 1844, no fue identificada hasta 1986, mientras se realizaba una excavación. Sus dimensiones eran muy vastas. Durante la Edad Media, los reyes francos se instalaron en el seno del palatium; puntualmente bajo la dinastía merovingia, luego, de manera permanente, durante la dinastía de los Capetos.

### Edad Media

#### Dinastía merovingia
El periodo merovingio se conoce poco, debido a la escasez de fuentes textuales. Es verosímil que los reyes merovingios, durante sus estancias en París, residieran en la Ciudadela de la Cité, todavía rodeada por los muros del Bajo Imperio. Dagoberto I, rey de los francos desde 629 hasta 638, tenía una corte itinerante; pero se sabe que pasaba temporadas en su palacio de la Cité. El hecho de que hiciera establecer allí un taller monetario confirma la importancia del lugar: las monedas salidas de este taller llevan la inscripción Palati moneta, y representan a San Eloy. En 635 se fundó, bajo la dirección de este santo y la protección del rey, frente al palacio (en la orilla norte de la actual prefectura de policía), una abadía de mujeres consagrada a San Marcial de Limoges y luego conocida con el nombre de San Eloy.

#### Los carolingios
En la época carolingia, París dejó de tener un papel predominante. Carlomagno solo residió en París ocasionalmente. Bajo el reinado de su nieto, Carlos el Calvo, las murallas de la Cité fueron dañadas como consecuencia de los ataques de los normandos, y fue el rey Eudes quien los hizo restaurar, aunque no vivía en París. A partir de mediados del siglo IX, se erigieron numerosas capillas en la Isla de la Cité.
El palacio de la Cité fue morada de los condes de París. Lo habitó el rey Hugo Capeto, primer rey Capeto, que estableció allí la Curia Regis (Consejo Real) y varios servicios de su administración.

#### Roberto el Piadoso
Según el testimonio del fraile Helgaud, Roberto el Piadoso, hijo de Hugo Capeto, emprendió a finales de su reinado la reconstrucción en París un palacio verdaderamente notable.
Transformó profundamente la antigua ciudadela del Bajo Imperio manteniéndose dentro de los límites de la muralla, que formaba un cuadrilátero de entre unos 100 y unos 125 metros de lado, aproximadamente. Esta fue la primera "Vivienda del Rey" (Logis du Roi): el edificio, situado al oeste del Palacio, es visible en una de las miniaturas de Las muy ricas horas del Duque de Berry. Esta parte residencial se abría sobre la punta de la isla, tal vez ya ocupada por un jardín, en retroceso respecto a los edificios destinados a la administración real y a la justicia, que tenía un lugar preeminente en el seno del palacio.
Roberto II hizo reedificar el antiguo tribunal del Pretorio, heredado de la época galorromana, que se levantaba al noreste del Palacio. Establecido, sin dudas, sobre los cimientos antiguos, el nuevo cuerpo del edificio albergó la Sala del Rey (Salle du Roi), que las cartas denominaban Aula Regis (la futura Sala Principal, pero de extensión más reducida). En su prolongación occidental se construyeron unos Aposentos del Rey (Chambre du Roi).
En el emplazamiento de la futura Sainte-Chapelle, el rey hizo edificar una capilla de San Nicolás.
A partir del reinado de Roberto II, el palacio permaneció, hasta el reinado de Felipe IV, confinado en su cuadrilátero fortificado del Bajo Imperio, con sus murallas defendidas por un número desconocido de torres.

#### Luis VI
Los documentos relativos a los reinados de Enrique I y Felipe I (1031-1108) solo proporcionan escasas indicaciones sobre el Palacio. No obstante, en ellos se confirma claramente, desde el siglo XI, la existencia de una Sala del Rey. A partir de 1043, varios diplomas hacen referencia a la reunión de la Curia Regis, instancia que reunía a los señores palatinos en torno al rey y lo ayudaba a administrar el reino, en el Aula Regis.
Luis el Gordo (1108-1137) parece haber procedido a añadidos y restauraciones importantes. Según la Chronique de l'abbaye de Saint-Pierre-le-Vif de Sens, hizo construir una "Torre Grande" (Grosse Tour), cuyos cimientos se conservan todavía en el subsuelo del Palacio de Justicia. Esta, con su alta techumbre, se levantaba en posición central en relación con el cuerpo de los edificios que dominaba. Era un alto cilindro con dos estrechas aspilleras. Tenía almenas, y su base 11,70 metros de diámetro; sus muros se aproximaban a los tres metros de espesor. El torreón del Louvre, construido por Felipe Augusto, fue llamado "Torre Nueva", en contraposición a la Torre Grande, que subsistió hasta 1778.
Luis VI hizo modificar la Vivienda del Rey, entre las dos torres cuadrangulares que la flanqueaban, la Torre Cuadrada (Tour carrée) y la que más tarde se llamaría "de la Librería" (de la Librairie). La vivienda estaba caracterizada por una fachada poderosamente estructurada: cuatro arcos rebajados decorados con un importante cuerpo de molduras, sujetas por altos contrafuertes y coronadas por una especie de camino de ronda con once aperturas rectangulares. El contrafuerte situado entre el segundo y el tercer arco acogía una escalera de caracol. Una banda delineaba el límite entre la planta baja y el primer piso.
Del mismo modo, Luis VI hizo terminar la capilla de San Nicolás y costeó generosamente la manutención de un capellán al que había nombrado para ella.

#### Luis VII

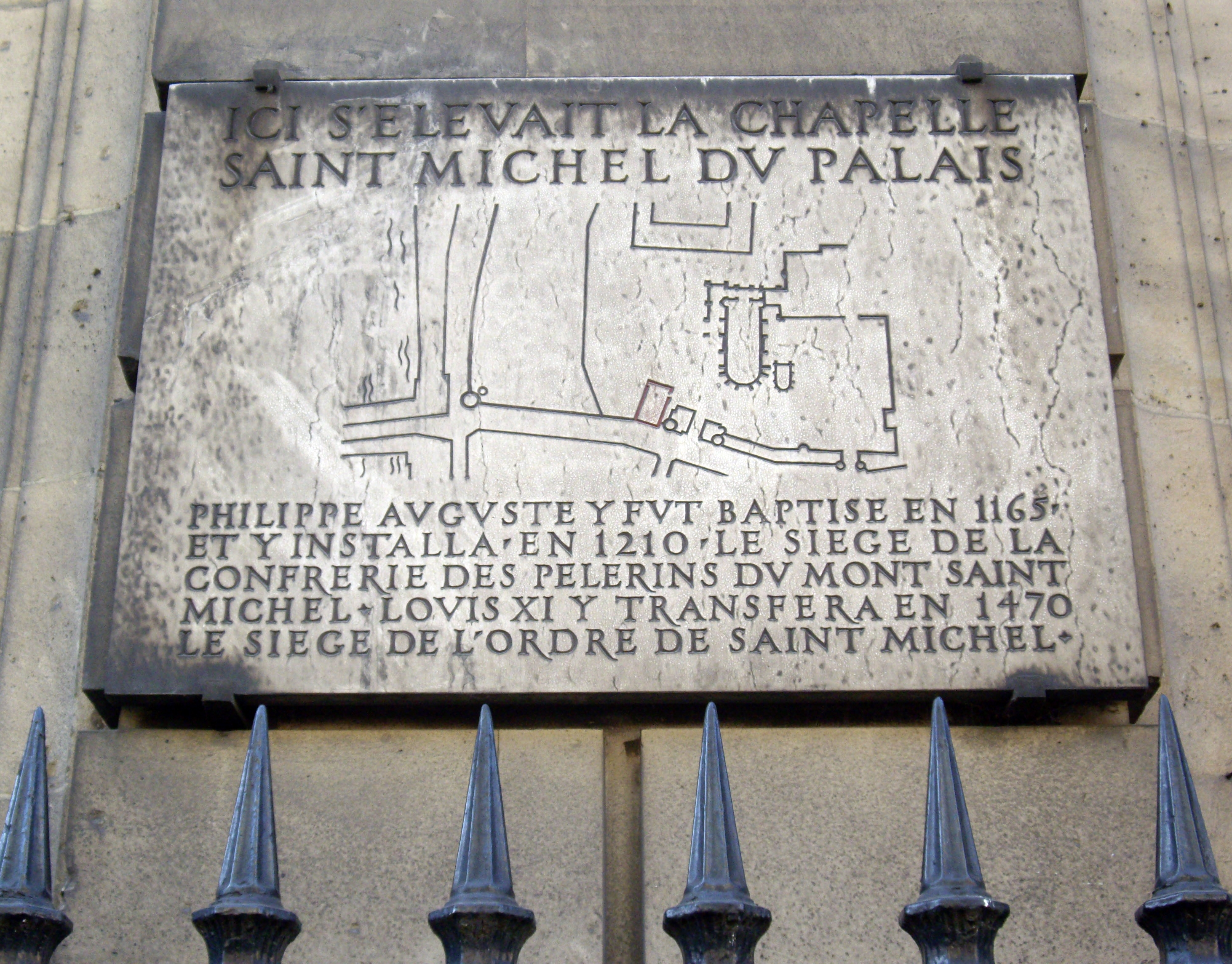
Placa que conmemora la capilla de San Miguel, donde fue bautizado Felipe Augusto (foto tomada en 2010).

En 1141, Luis el Joven (1137-1180) estableció junto al Palacio, y de manera exclusiva, a los cambistas, en el Puente Grande, que se llamó desde entonces Pont-aux-Changeurs (Puente de los Cambistas). Pagando un impuesto, estos alquilaban tiendas en el lugar para ejercer su profesión. Por el lado oriental, la entrada principal del palacio estaba en el Patio Principal (Grand Cour), donde había una escalera de honor. De este modo, en torno a 1165-1166, el rey acogió oficialmente a los monjes de Vézelay en los "peldaños del Palacio". Estos peldaños debían de dar acceso a una galería que unía la Sala del Rey (Salle du Roi)con la capilla de San Nicolás.
Luis VII hizo edificar en su palacio un oratorio real, dedicado a la Virgen, situado en el emplazamiento de la actual capilla de los Girondinos.
En la capilla de San Miguel, situada al sudeste del palacio, el obispo de París, Mauricio de Sully, celebró un domingo de la segunda quincena de agosto de 1165 (debió ser, por lo tanto, el 22 o el 29 de agosto) el bautizo del hijo de Luis VII, el futuro Felipe Augusto. No obstante, esta capilla permaneció fuera del recinto de palacio hasta el reinado de Juan el Bueno.

#### Felipe Augusto
Felipe Augusto amplió las funciones del palacio al atribuirle, en 1190, antes de partir a las cruzadas, la conservación de los archivos reales. El rey hizo realizar numerosas obras en el palacio, como atestigua la primera cuenta general conocida, la de 1202-1203. Es bajo el reinado de Felipe Augusto cuando las cartas patentes mencionan por primera vez el cargo de conserje del Palacio, que ejercía funciones de media y baja justicia en el territorio del palacio y sus dependencias.
El cronista Rigord informa de que el rey, incómodo por los olores nauseabundos de las calles, ordenó pavimentar las inmediaciones del palacio, así como varias calles importantes de París. Las crecidas del Sena solían aislar la Isla, obligando al soberano a refugiarse en la abadía de Santa Genoveva, por ejemplo, en 1197.
Al oeste, el Jardín del Rey (Jardin du Roi)ocupaba la punta de la Isla, más allá de un patio delimitado por el muro del recinto del palacio que databa de la época antigua. Sin duda, fue rodeado con una muralla durante el reinado de Felipe Augusto.
Fue durante el reinado de Felipe Augusto cuando el palacio de la Cité perdió su estatus de fortaleza principal de París, cuando el rey hizo erigir el castillo del Louvre y rodear la ciudad con una nueva muralla.

#### San Luis

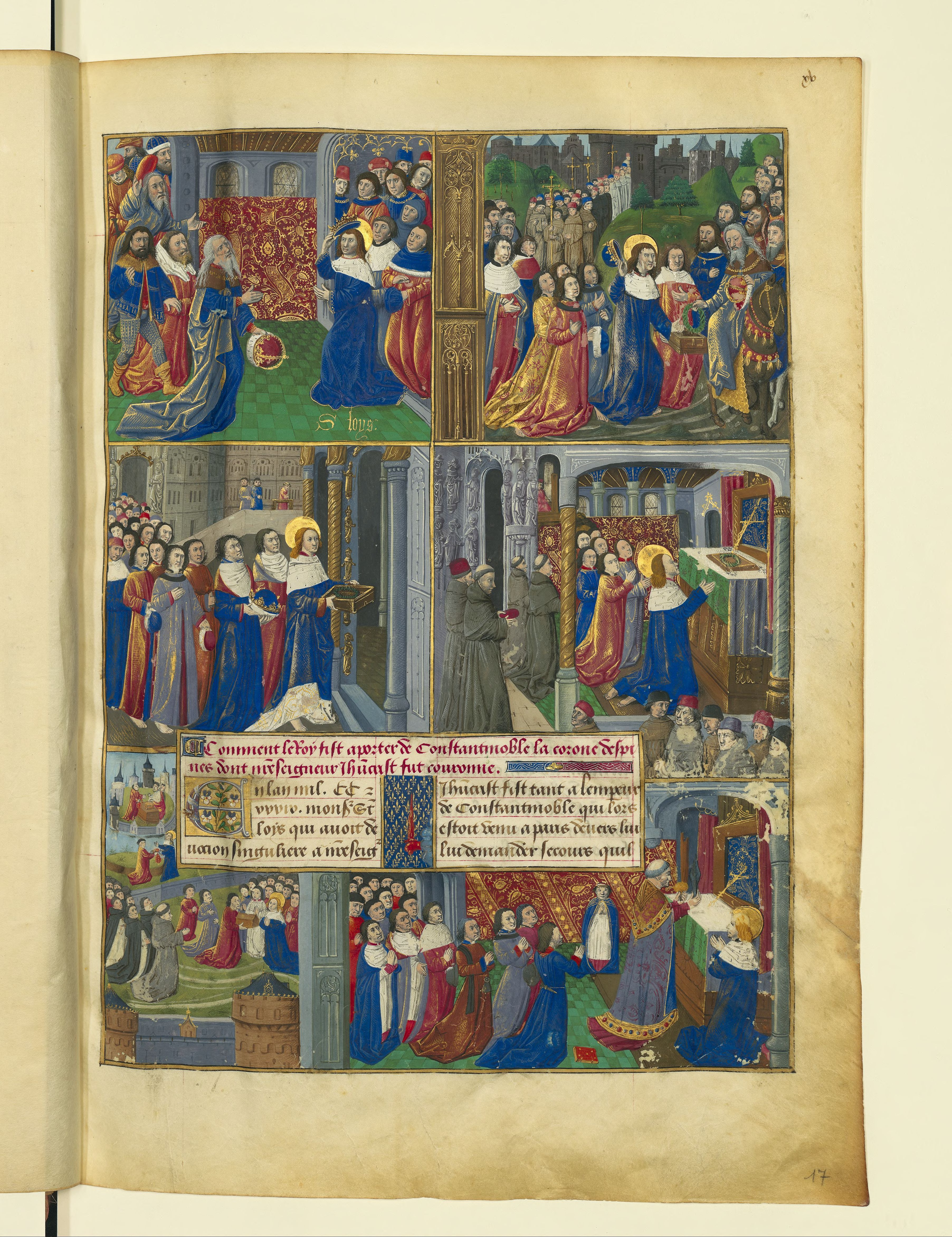
Luis IX haciendo llegar la corona de espinas y depositandola en la Saint-Chapelle. Miniatura del Livre des faiz Monseigneur saint Loys jadis roy de France (Libro de los hechos de Monseñor San Luis, el que fuera rey de Francia), del Maestro del Cardenal de Borbón (en torno a 1480).

A partir del reinado de San Luis (años 1240), y durante casi un siglo de obras, el Palacio conoció una expansión y una reestructuración notables, que se correspondían con el desarrollo del esplendor y la centralización del poder real. San Luis dividió indefinidamente el espacio del cuadrilátero inicial: la parte occidental, reservada a las dependencias privadas de la familia real, una parte oriental abierta sobre la Cité, una parte meridional otorgada a los canónigos de la Sainte-Chapelle y a los capellanes del rey.
San Luis hizo construir la Sainte-Chapelle entre 1243 y 1248. Las obras comenzaron con la demolición de la capilla de San Nicolás. En enero de 1246, el rey fundó un colegio de canónigos y mayordomos de fábrica, encargado de la custodia de las reliquias. El 26 de abril de 1248, la capilla superior de la Sainte-Chapelle, dedicada a la Santa Corona y la Santa Cruz, fue consagrada por el legado del Papa, Eudes de Châteauroux, mientras que la capilla inferior, dedicada a la Virgen, la consagró el arzobispo de Bourges, Nicolas Berruyer. En la línea arquitectónica y simbólica del antiguo modelo de San Vital de Rávena (526-547) y de las capillas palatinas carolingias, como la de Aquisgrán (en torno a 800), la Sainte-Chapelle es una versión magnificada de la capilla de dos plantas, tan alta como una catedral gótica (36 metros de largo, 17 metros de ancho, 42 metros de alto sin contar la aguja). Junto a la Sainte-Chapelle, unido mediante un pasaje a la primera crujía norte de su ábside, San Luis hizo edificar el Revestiario, que albergaba las sacristías y el Tesoro de Cartas. Muy cerca en la planta arquitectónica pero de dimensiones más reducidas, este pequeño edificio contaba con dos crujías rectas y un ábside de cinco paneles. Una escalera poligonal comunicaba sus dos niveles por el noroeste. La cercanía inmediata de la Sainte-Chapelle confirió una muy particular dimensión protectora a los archivos reales. En las cercanías se instaló la pergaminería en la que se preparaban los soportes en los que se transcribían las actas reales. El Tesoro de Cartas se conservó hasta 1783.
Al noroeste del Palacio, fuera del recinto de Felipe Augusto, Luis IX hizo levantar la Sala del Agua (salle sur l'Eau), destinada, verosímilmente, a acoger ceremonias solemnes o de gala. De planta rectangular, el edificio está ornamentado, tanto por el norte como por el sur, por siete contrafuertes, con otros dos en sus muros piñones. El primer piso albergaba una vasta sala, mientras que la planta inferior estaba dividida en dos y albergaba las cocinas. La sala del agua se modificó poco hasta mediados del siglo XVIII, y se conservó parcialmente hasta 1865. La torre conocida como Torre Bonbec (Tour Bonbec) fue durante mucho tiempo la torrecilla de los Reformadores (tournelle des Réformeteurs). Como la sala del agua, solo tenía dos plantas. Se la elevó un nivel más bajo el Segundo Imperio. En esta torre se realizaban los interrogatorios, por orden del juez de la Torrecilla, con jurisdicción criminal. Así pues, la torre fue llamada desde entonces "bon bec", que se convirtió en Bonbec, porque allí se practicaba el "interrogatorio" (la tortura) que hacía confesar a los condenados.
Se sabe que San Luis consumó su matrimonio en el Aposento Verde, habitación lindante con el oratorio, situada al norte de la vivienda del rey, aunque habitualmente se acostaba en los Aposentos del Rey, aposento superior contiguo a la Sala del Rey, y tomaba sus comidas en el nivel inferior de este último.
En el Palacio, en el centro del Patio de Mayo (cour de Mai) se plantaba cada año, en primavera, un árbol de quince metros para celebrar los beneficios de la nueva estación. En el patio, la magnífica escalera llamada Grand Degré (gran peldaño) ascendía hasta la galería de los merceros (galérie des merciers') que San Luis había hecho construir para acceder directamente desde sus aposentos a la capilla superior de la Sainte-Chapelle.

#### Felipe III
Bajo el reinado de Felipe el Atrevido, el palacio se amplió hacia el oeste, el norte, el sur, más allá del recinto del siglo III. En torno al palacio, se extendían los márgenes. Se sabe a qué estaban destinados los edificios durante el reinado del hijo de San Luis.
En 1278, la Sala del Rey dejó de ser el lugar donde se celebraban las sesiones jurídicas de la Curia Regis para convertirse en la sala espera de los litigantes antes de su entrada en la Cámara auz Paiz. Además de celebrar las sesiones de los plaids, el rey tomaba allí sus comidas, mientras que el "servicio" comía bajo la Sala del Rey.
El rey dormía en los Aposentos del Rey, llamados Aposentos Superiores. La torre que lindaba con los Aposentos del Rey albergaba el tocador donde comían los chambelanes.
Entre la Galería de los Merceros y el flanco norte de la Saint-Chapelle se encontraba la Casa de Audiencia del Rey, situada junto al Tesoro de Cartas.
En el centro del palacio se encontraba la Cámara de los Dineros o caja del hotel del Rey, citada en un documento de 1286.

#### Felipe IV

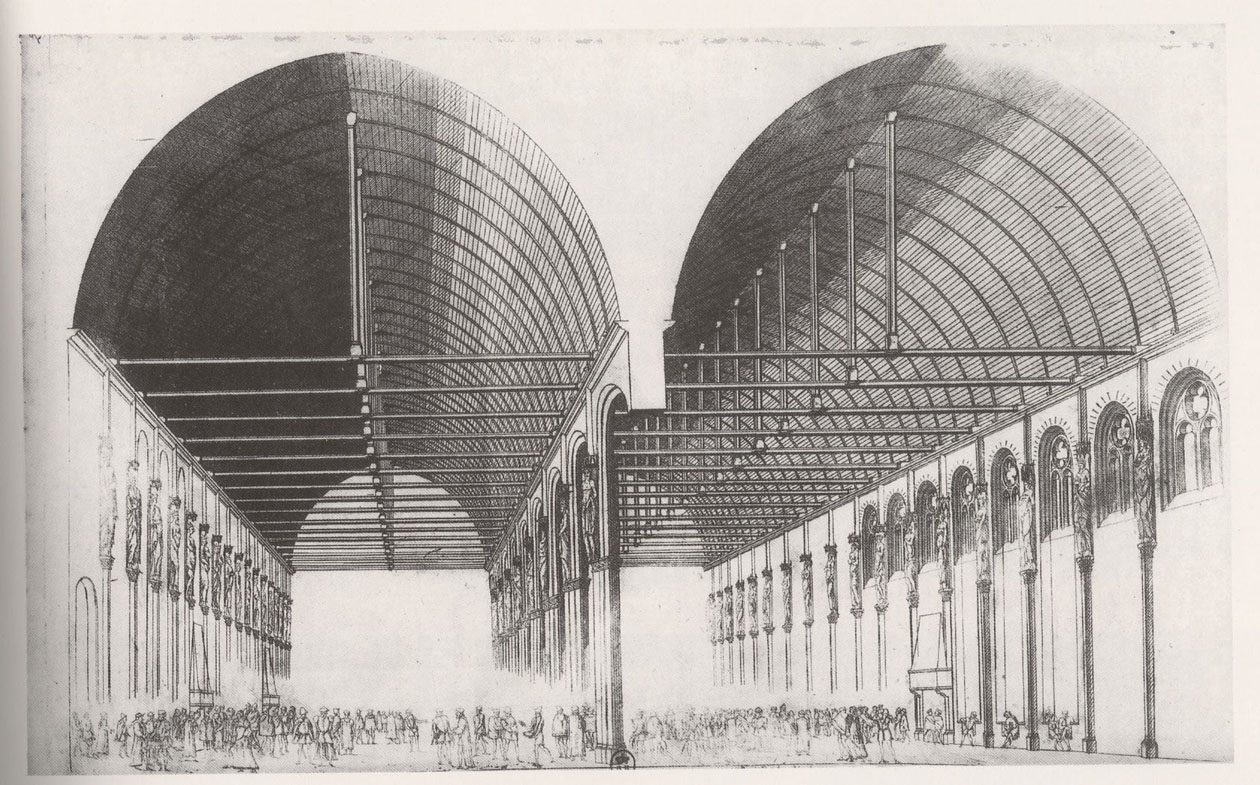

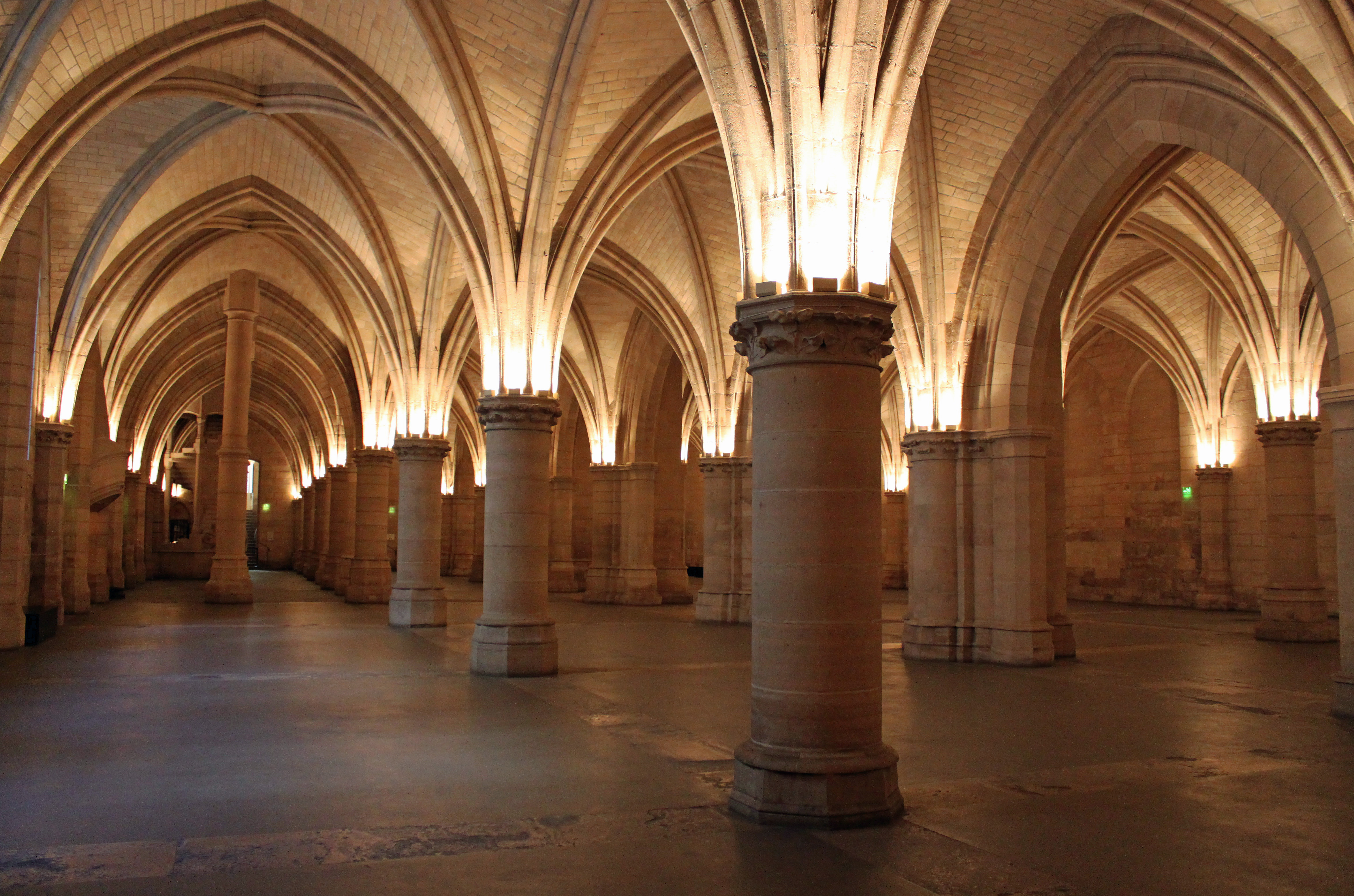
Sala de los Gendarmes (foto tomada en 2010).

Felipe el Hermoso hizo reconstruir el palacio. Las obras se acabaron en 1313, por iniciativa de Enguerrand de Marigny. La fuente esencial para estudiar estas obras está constituida por los diarios del Tesoro. Felipe IV expropió a los ocupantes de los enclaves que entonces fragmentaban el terreno real. Se conservan numerosas cartas que regulaban las indemnizaciones de expropiación. Se construyeron grandes salas al norte y al sur del palacio de la Cité.
Al este, en el emplazamiento de la antigua Sala Principal (Grande Salle) de Roberto el Piadoso, que debió construirse sobre el pretorio romano y tener el doble de superficie, aprovechando un espacio libre al norte, Felipe el Hermoso hizo construir el Gran Salón (Grande-Salle). El Gran Salón del Palacio de la Cité era la estancia en la que el rey celebraba sus "lechos de justicia" y en la que tenían lugar las recepciones. Las comidas se servían en la mesa de mármol negro (de la que queda un vestigio en la Conciergerie). Era una sala inmensa, sostenida por una fila de pilares que la dividía en dos naves cubiertas con bóvedas de cañón artesonadas. Tanto los muros como los pilares estaban adornados con estatuas que representaban a cada uno de los reyes del Francia, desde Faramundo hasta Felipe el Hermoso, contemporáneo de estas obras. Esta sala es excepcional (el mayor vestigio de sala civil gótica de Europa): de 64 metros de largo, 27, 5 metros de ancho y 8,5 metros de alto hasta la clave, fue edificada entre 1302 y 1313 por Enguerrand de Marigny. La Sala de los Gendarmes (Salle des Gens d'Armes), instalada bajo el Gran Salón, servía de refectorio para el numerosísimo personal empleado al servicio del rey (en torno a 2000 personas). Al este, igualmente, la fachada que daba a la calle de la Barillerie, absorbida luego por el bulevar del Palacio, fue igualmente remodelada y completada. En 1298 se construyó el nuevo recinto: así pues, es de entonces de cuando datan las dos puertas de entrada fortificadas abiertas en la fachada oriental del palacio, situadas a la derecha de dos grandes vías de origen antiguo que atravesaban la isla en dirección a la catedral.
Al noreste, la gran puerta enmarcada por dos garitas se situaba frente a la calle de la Vieille-Draperie y, al sudeste, la puerta de San Miguel, flanqueada por dos torres, daba a la calle de la Barillerie.
Finalmente, al este, Felipe el Hermoso transformó el aspecto de la entrada formal del palacio, que se encontraba en el cuerpo alargado del edificio rectangular y poco profundo llamado la Galería de los Merceros (Galerie des Merciers) ― se le llamaba Galería Mercera (Galerie Mercière) al primer piso ― : creada bajo el reinado de San Luis, esta ala alargada servía para unir la Sainte-Chapelle con el resto del palacio. La escalera monumental fue llamada en el siglo XVIII Grandes Peldaños (Grands Degrés) y, en el siglo XVII, escalinata del Hermoso Rey Felipe (Perron du Beau Roi Philippe). El retablo del Parlamento de París, de André d'Ypres, en torno a 1450, presenta la Gran Escalinata con su entrepaño, en el que aparece representado el rey Felipe IV, con su hijo a la derecha y, probablemente, Enguerrand de Marigny a su izquierda.
Al oeste (en dirección a la actual punta del Vert-Galant), se dibujaban los jardines, y el antiguo vergel que lindaba con los Aposentos del Rey bajo el reinado de San Luis fue ampliado hacia el norte tras la demolición de dos líneas de murallas para hacer un nuevo espacio que asegurara la unión de la Cámara Principal (Grand-Chambre) y la Sala del Agua: este tipo de claustro, llamado el Patio Principal (Grand Préau), estaba caracterizado por sus arcos rotos decorados con molduras, sobre columnas con capiteles adornados con motivos vegetales. También al oeste, el rey hizo ampliar sus dependencias mediante el añadido de un ala sobre el reverso oriental de la Vivienda, de cuyos ventanales modificó la forma.
Al norte, las cuentas de entre 1302 y 1305 dejan constancia de la construcción de una serie de "Cámaras del Agua" (Chambres sur l'eau), que fueron necesarias por la implementación de nuevos procedimientos judiciales o administrativos: la Cámara Principal, o Cámara de las Asambleas (Chambre des Plaids), la Cámara de Investigación (Chambre des enquêtes), que instruía los casos, la Cámara de los Requerimientos (Chambre des requêtes) que examinaba las demandas de los justiciables, una cámara especializada en casos criminales. la Cámara Principal fue reedificada esplendorosamente: estaba reservada al Parlamento, que albergaba la cámara de apelación de los tribunales reales y la Cámara de Primera Instancia, reservada a los pares de Francia. El Parlamento registraba las actas reales. En 1499, se dotó la Cámara Principal de un techo esculpido con pinjantes, realizado con ocasión del matrimonio de Luis XII y Ana de Bretaña. También al norte, el rey hizo construir un recinto que bordeaba el Sena y reforzaba las torres que todavía existían, la llamada "Torre de Plata" (tour d'Argent) ―alusión al tesoro real, que había estado guardado allí
― y "Torre César" (tour César)―llamada así en memoria de la presencia de los romanos y del hecho de que la torre estaba construida sobre cimientos romanos―. En torno a 1310, hizo construir una Sala de los Guardias (Salle des Gardes), que servía de antecámara al piso inferior del Gran Salón.
En La historia de la bestia de color pardo (el Roman de Fauvel), manuscrito francés (146 de la BnF), encontramos un poema sobre el palacio de 1314:
Entre deux braz d'une rivière
Siet, qui la batent environ.
Des creniaus en haut remire ou
Le douz païs et la contrée
Qui douce France est appelée ;
.................
Ou palais à quatorze ou douse
Chastelez, que tours que tournelles,
Bateilleresses, fors et beles,
Qui li aïdent au besoing,
Et se voir dire ne resoing,
La est le plus bel oratoire
Dont on peust faire memoire :
Bien le puis appeler chapele,
Car il n'a ou monde si bele
N'ou il ait tant de biax joiax
Qui y pourchaça tiez reliques.

#### Juan II

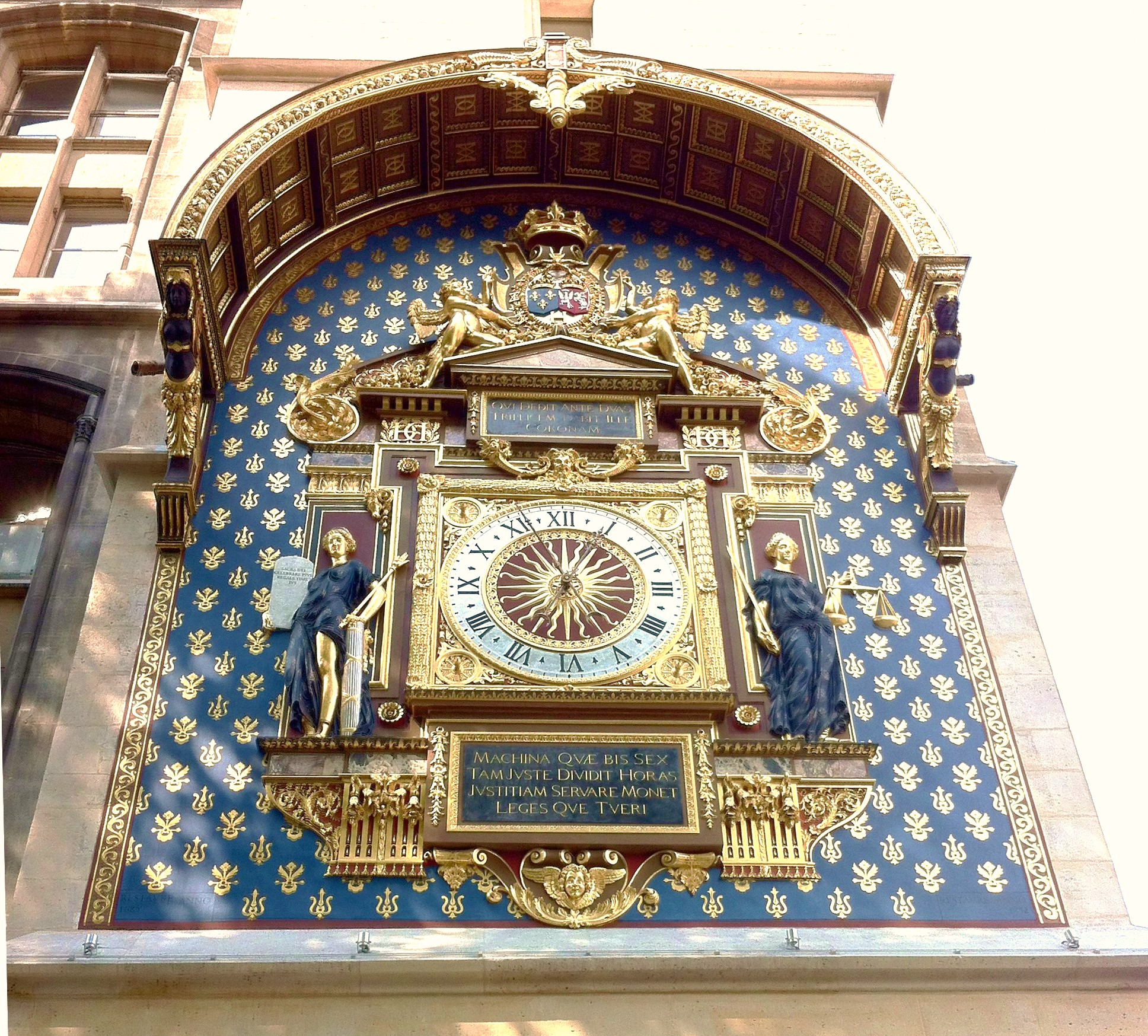
El reloj del palacio de la Cité (foto tomada en 2012).

Juan el Bueno (1350-1364) hizo efectuar varias redistribuciones en el palacio de la Cité. En diciembre de 1349, justo antes de su ascenso al trono, entonces duque de Normandía, hizo proceder a las obras en la "Cámara del Palacio" (Chambre du Palais), tal vez en la segunda planta de la Vivienda del Rey. A principios de los años 1350, se empezó igualmente a aumentar la altura del ala de la Garlería Mercera construyendo buhardillas al este del palacio. Los aposentos del delfín si situaban en los "Aposentos Abuhardillados" (Chambre des Galethas): el futuro Carlos V residió en ellas entre 1357 y 1358. En 1353, Juan el Bueno hizo construir en el ángulo noreste del palacio de la Cité el pabellón cuadrado de las cocinas, destinado al "servicio" del hotel del rey. Comunicadas con la Sala de los Gendarmes, las cocinas constituían un edificio cuadrado de casi 17 metros de lado con dos plantas: en el piso superior, una gran chimenea central, cuadrada, apoyada en columnas; la sala inferior, abundantemente iluminada por dos vanos en cada fachada, estaba subdividida en cuatro crujías, y cuatro chimeneas ocupaban las esquinas. Las cuatro crujías al oeste de la Sala de los Gendarmes estaban aisladas del resto de la sala con rejas y un muro. También al nordeste, el rey hizo edificar, entre 1350 y 1353, en un antiguo terreno pantanoso, una torre con un campanario cívico coronada por un linternón que luego se convertiría en la Torre del Reloj del Palacio de la Cité. Hizo las veces de guardia para la seguridad del palacio. Esta torre tenía forma cuadrada, 47 metros de algo, y era maciza, con sus muros de casi un metro de espesor. Por encima de los elevados cimientos sobre los que reposaba, el cuerpo de mampostería de la torre sufría un ligero retroceso. Las fachadas norte y este estaban provistas de dos ventanas, en dos hileras superpuestas. En lo alto, había un pequeño pabellón rectangular coronado por un campanario.
En 1356 aparece la primera mención de la Sala de la Punta, que ocupaba la punta occidental de la isla de la Cité, en el extremo de las murallas, bien conocida por un inventario de 1428. Este pequeño edificio se llamó más adelante "Vivienda", "Hostel", o incluso "Casa de los Baños del palacio".
A partir de 1354, las cuentas solo indican obras de mantenimiento, sobre todo en 1357, en las que se modificó la Sala del Agua. Igualmente, se le atribuyen a Juan II otras redistribuciones de la Cámara del Parlamento, o de la Torre de la Biblioteca.

#### Carlos V

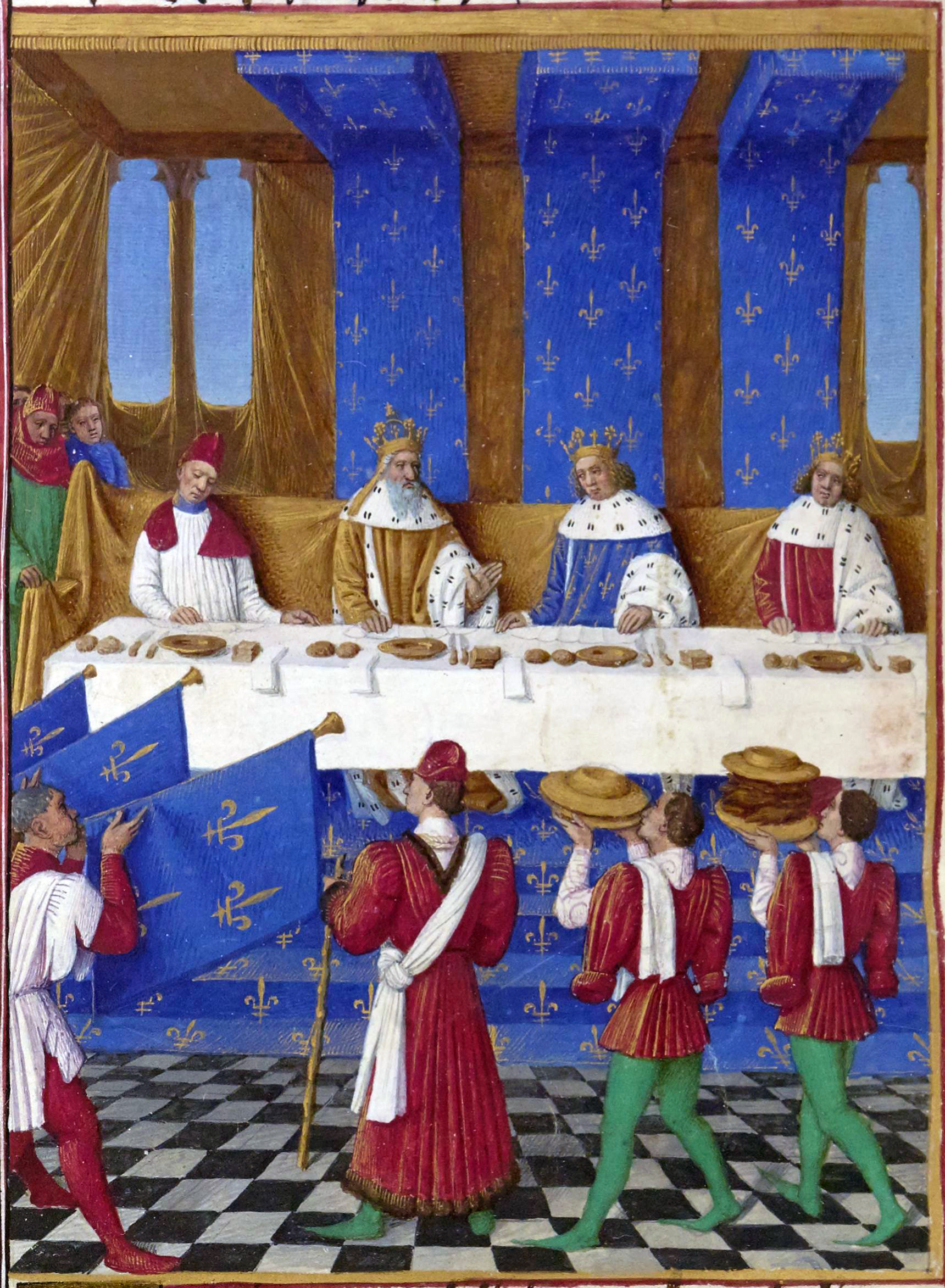
Le 6 de enero de 1378, el rey Carlos el Sabio celebró un banquete en honor de Carlos IV, emperador de Bohemia, y de su hijo Wenceslao, rey de Romanos. La comida tuvo lugar en el Gran Salón del Palacio, en presencia de la corte y de una multitud considerable de dignatarios.

Los acontecimientos que siguieron a la captura del Juan II llevaron a sju hijo, Carlos V, a abandonar el palacio a partir de 1360. La viuda de Juan II se instaló en el palacete Saint-Pol, y Carlos V en el Castillo del Louvre.
Carlos V no se desinteresó, no obstante, del palacio, que utilizó para celebrar su soberanía: el contexto era, en efecto, ideal para desplegar los fastos de la realeza francesa, sobre todo para asegurar grandes recepciones. Así, fue en este palacio donde el rey recibió con magnificencia al emperador Carlos IV en enero de 1378, que descubrió la Saint-Chapelle y el Gran Salón. Desde entonces, este último solo sirvió para los banquetes reales y los lechos de justicia.
Charles V hizo realizar numerosas obras para mantener y embellecer el palacio de la Cité. Así, durante las reparaciones emprendidas en 1370, dotó la torre noreste del primer reloj público de París, construido por Henri de Vic, relojero lorenés. En 1371 dotó a la Torre del Reloj del palacio de la Cité de una campana de plata.
La Guadia del palacio, convertida en residencia honorífica y ocasional, se le confió a un conserje. El nombre de "conciergerie" (conserjería) se extendió al conjunto de los edificios custodiados por el conserje del palacio. Esta denominación tenía un triple significado: vivienda del conserje, vivienda del rey y, finalmente, prisión vinculada al ejercicio de la jurisdicción del conserje, que más tarde se pondría al servicio del parlamento.

#### Carlos VI

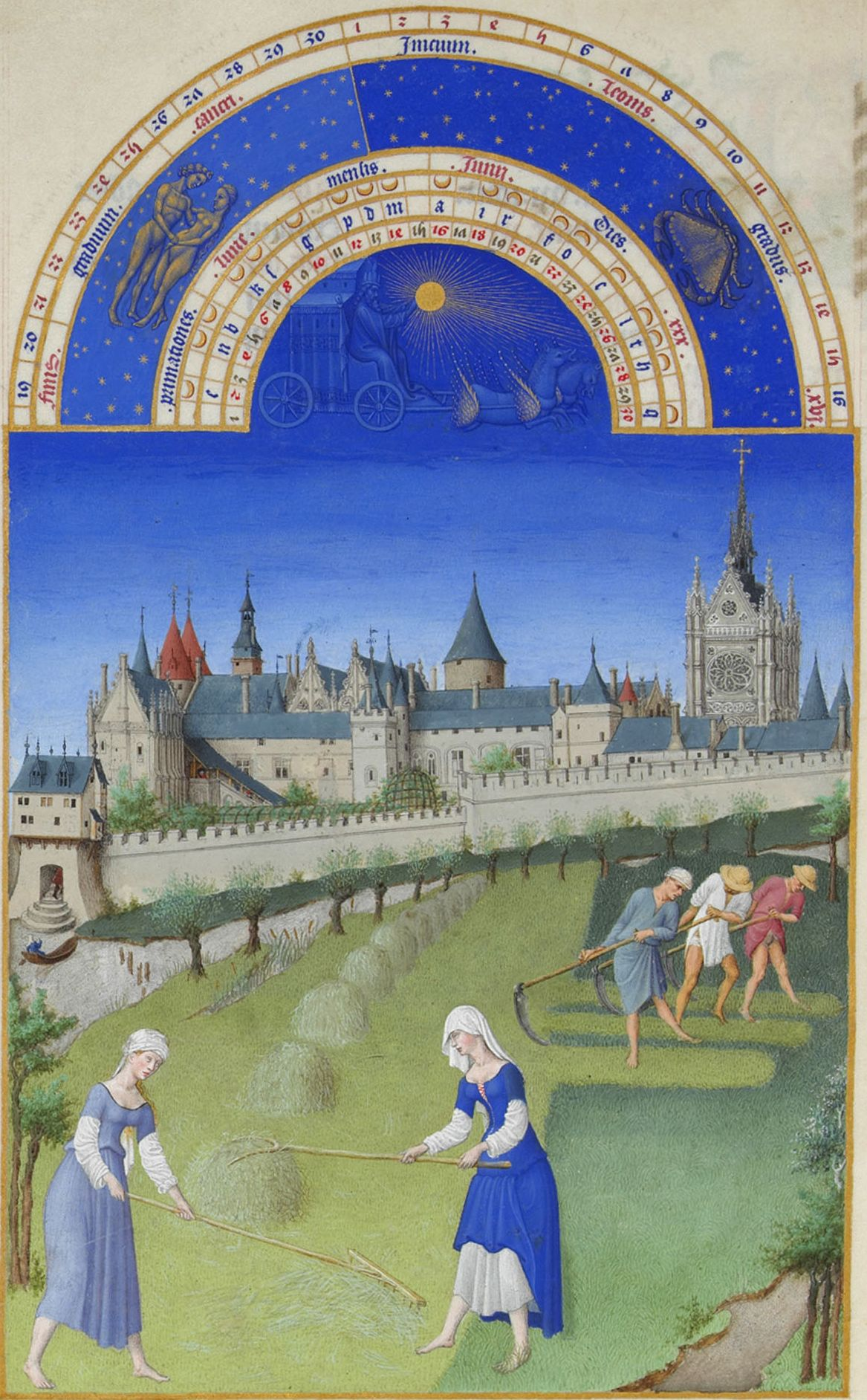
Las muy ricas horas del Duque de Berry,. Folio 6, verso: junio. Detrás del Sena se extiende en toda su longitud el palacio de la Cité, junto con, sucesivamente, los jardines del rey, la Sala del Agua, las torres Bonbec, de la Plata y César, luego la Torre del Reloj. Detrás de la Galería San Luis, en el centro, los dos piñones del Gran Salón, la Vivienda del rey y la Torre Montgomery. A la derecha, la Sainte-Chapelle.

Bajo Carlos el Bien Amado se emprendieron diversas obras, y el palacio abandonado por el rey continuó sirviendo como marco para los fastos reales. Así pues, a partir de 1381, se consagraron una serie de obras al acondicionamiento de un espacio carcelario: la planta baja de la antigua vivienda del rey fue utilizada como prisión. Hasta entonces, los presos del Parlamento eran custodiados en el Grand Châtelet, y la única prisión que existía en el palacio dependía de la jurisdicción del conserje. La Conciergerie se convirtió en un anexo del Châtelet. Bajo la Galería de los Merceros debía de encontrarse la vivienda del carcelero. Por la crujía occidental de la parte inferior del Gran Salón se accedía a la cárcel instalada en la Sala de los Guardias. Pero los calabozos principales se encontraban a lo largo de la ribera norte. En 1383, se reemplazó igualmente la aguja de la Sainte-Chapelle, cuyo armazón estaba podrido, por una nueva, gracias a Robert Fourcher. En 1416, el emperador Segismundo pidió visitar el palacio: asistió a una misa en la Sainte-Chapelle y a una sesión del Parlamento. En 1418, el municipio reclamó que el reloj tuviera una esfera exterior "para que los habitantes de la ciudad puedan organizar sus asuntos tanto de día como de noche".
Tras la ocupación inglesa, el hijo de Carlos VI, Carlos VII, restableció los servicios de la administración real en el palacio de la Cité, pero no residió en él, al igual que Luis XI.

### Renacimiento

#### Carlos VIII
Después de afirmar el rey Carlos VIII su derecho a reinar, durante un lecho de justicia celebrado solemnemente en la Cámara Principal en julio de 1484, hizo realizar obras en la Sainte-Chapelle. Sobre todo, hizo colocar una balaustrada adornada con una K, de Karolus, y modificó de manera significativa el aspecto de la fachada occidental dotándola de un rosetón flamígero. En 1491, con ocasión de su matrimonio con Ana de Bretaña, Carlos VIII hizo decorar la Cámara Principal con un techo con casetones y claves colgantes.

#### Luis XII
Luis XII, sucesor de Carlos VIII, realizó varias obras. Remodeló la parte sur del patio del palacio en las inmediaciones de la Sainte-Chapelle. Para magnificar las ceremonias que se desarrollaban en ella, hizo edificar una escalera monumental cubierta de bóvedas rampantes. Los cuarenta y cuatro escalones recorrían su flanco meridional y desembocaban en el porche de la capilla superior. Esta escalera, que ha sufrido numerosas modificaciones, se conservó, en ruinas, hasta principios del siglo XIX. Luis XII también hizo edificar una nueva Cámara de Cuentas, que no estuvo terminada hasta el reinado de Enrique II. Célebre gracias a los grabados de Israël Silvestre, Pérelle y muchos otros artistas, su fachada oriental es muy conocida. Levantada a partir de 1504 por el arquitecto italiano Giovanni Giocondo, estaba decorada con flores de lis, delfines coronados y cinco estatuas colocadas en los nichos a ambos lados de las ventanas del primer piso: la Templanza, la Prudencia, Luis XII, la Justicia y la Fuerza. Su escalera lateral, que daba al primer piso, a dos salas de audiencia, luego al Despacho Principal (Grand Bureau) destinado a las audiencias solemnes. En la planta baja estaban la Cámara de Francia (Chambre de France) y la de Anjou. La Cámara de Cuentas de Luis XII se consumió en las llamas del incendio que tuvo lugar la noche del 26 al 27 de octubre de 1737. Luis XII hizo, igualmente, que Fra Giacondo renovase la Cámara Principal: sus dorados, su techo esculpido, sus ricas colgaduras floredelisadas, le varlieron la denominación de Cámara Dorada (Chambre dorée).

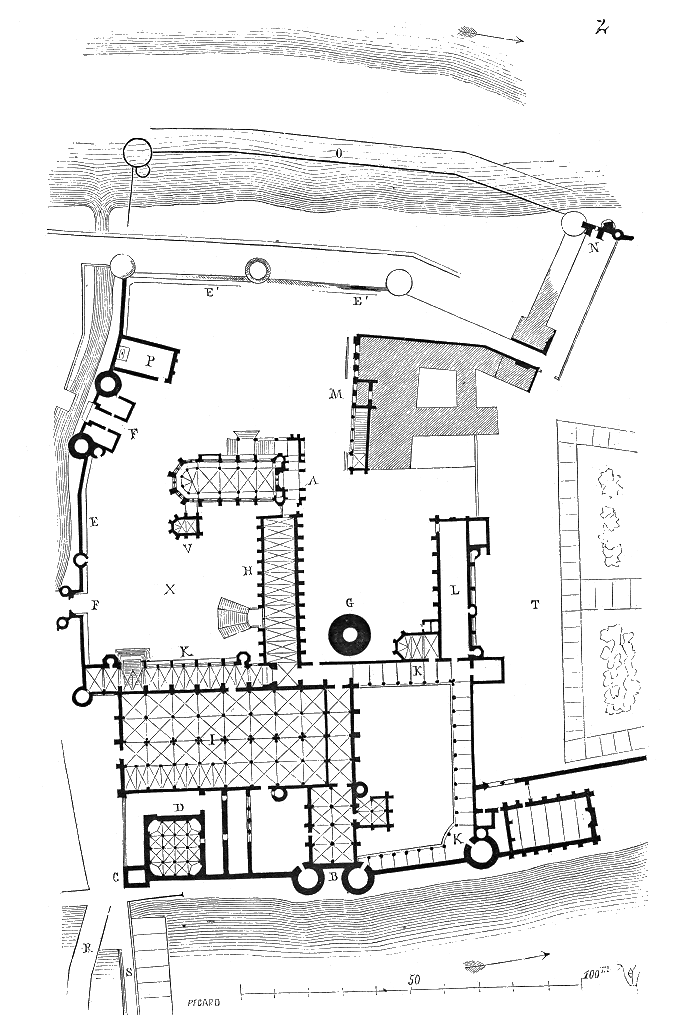
Plano del palacio
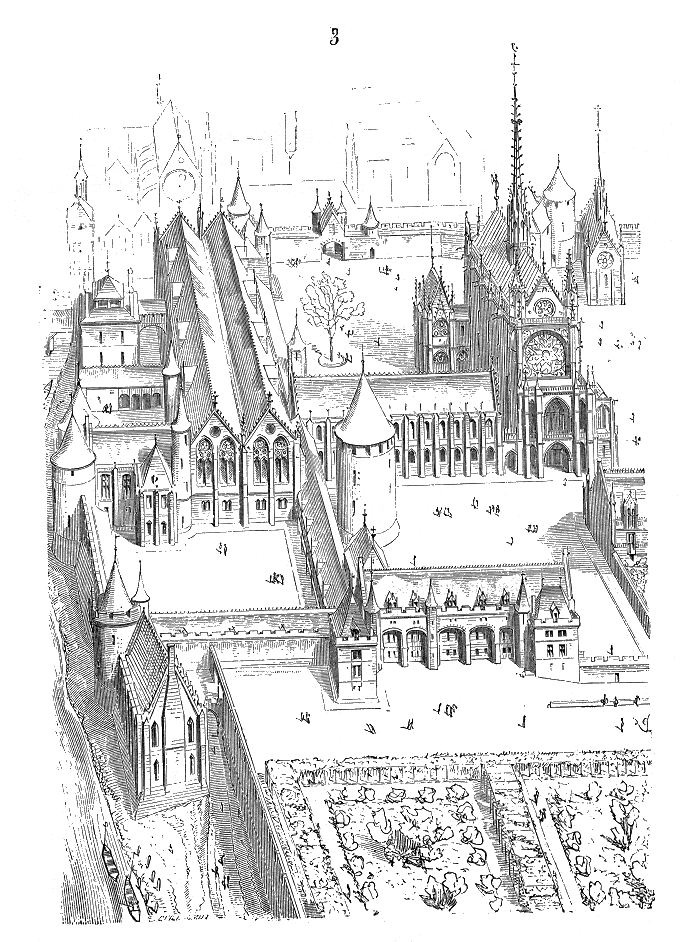
Ilustración con vista aérea del palacio

Eugène Viollet-le-Duc (1864-1868). Dictionnaire raisonné de l’architecture française du XVIe au XVIe siècle. Figuras 2 y 3 del artículo « Palais».

#### Los últimos Valois
Francisco I (1494-1547) celebró en torno a la mesa de mármol del Gran Salón sus bodas con Leonor de Habsburgo, el 7 de julio de 1530. El hermano de esta Carlos V, fue recibido suntuosamente en ella el 1 de enero de 1540.
Bajo el reinado de Enrique II (1547-1559), el Parlamento continuó otorgándose un papel creciente, hasta llegar a dirigir la política interior y exterior. Fuera de las modificaciones relacionadas con la pompa de las sesiones reales, solo se hicieron algunos trabajos al sur del palacio, en la calle de Nazareth y la de Jerusalén, que bordeaban el antiguo barrio des Chanoinoires, unidas entre sí por el arco de Nazareth.
Enrique III (1574-1589) emprendió, a partir de 1578, la realización del terraplén del futuro Puente Nuevo, que unía los antiguos islotes (la Isla de las vacas, el islote de Gourdaine —islote de los Judíos, que había estado unido antes de 1550)— añadiendo una considerable cantidad de relleno. También hizo rellenar el río sur para establecer un muelle en él. Este fue el final del Jardín del Rey y el Hotel de la Bailía (Hôtel du Bailliage), construido al sur de este jardín y ocupado desde el reinado de Carlos V por el "conserje del palacio", llamado desde entonces "merino".

#### Los Borbones
Con el reinado de Enrique IV empezó un periodo de intensa urbanización en las inmediaciones del palacio medieval. El rey concedió en 1607 al primer presidente del Parlament, Achille de Harlay, los terrenos situados en la punta de la Isla, con la condición de que construyera casas allí. Esto concluyó con la creación, entre 1607 y 1620, de la Place Dauphine. La rue de Harlay, que atravesada por el ala oriental de la plaza y el jardín de la Bailía, fue remodelada sobre la marcha, debido a las expropiaciones realizadas en 1608.
Luis XIII prosiguió la obra de su padre con la creación de los primeros auténticos muelles de piedra de la Isla de la Cité. El rellenado del muelle norte se realizó a expensas de la planta baja de la Concergerie, que se embodegó varios metros en 1611. El incendio de la noche del 6 al 7 de marzo de 1618 destruyó el piso del Gran Salón y causó grandes daños en el resto del palacio. Luis XIII financió la reconstrucción de la parte superior del Gran Salón mediante la venta de terrenos situados a lo largo de los fosos de Saint-Germain-des-Prés. Confiada a Salomon y Paul de Brosse, no quedó terminada hasta 1622. Los dos arquitectos conservaron la planta de dos naves, pero la transpusieron al estilo neoclásico. Las obras duraron hasta 1638. Como consecuencia de un segundo incendio en 1630, fue necesario reconstruir también la aguja de la Sainte-Chapelle. Mediante las cartas patentes del 14 de febrero de 1640, el rey hizo modificar la Galería Mercera y edificar, al sur del Gran Salón, la Galería Delfina.
Bajo el reinado de Luis XIV (1643-1715), se realizaron varias obras en el palacio, entre ellas la reconstrucción de la primera Cámara de los Requerimientos, de la Fiscalía, de la Secretaría judicial. Por otra parte, se emprendieron ampliaciones hacia el oeste. En 1671, Guillaume de Lamoignon, primer presidente del Parlamento de París, elaboró un proyecto de ampliación del palacio. El jardín del hotel de la Bailía, también llamado "jardín del rey", fue cedido el 23 de febrero de 1671 para hacer construir allí nuevos edificios. Entonces se crearon el patio Lamoignon (cour Lamoignon) y el patio Harlay (cour Harlay), haciendo posible entrar en el palacio por el oeste desde el Puente Nuevo. En 1686, Libéral Bruant levantó un nuevo edificio para la Corte de la Moneda (cour des Monnaies). Las crecidas del Sena durante el invierno de 1689-1670 destruyeron las vidrieras de la capilla inferior de la Sainte-Chapelle.
En 1737, bajo el reinado de Luis XV (1715-1774), el palacio sufrió un tercer incendio que destruyó la Cámara de Cuentas. Entonces, Jacques V Gabriel construyó en su lugar un conjunto clásico. Iniciadas en 1738, las obras estuvieron terminadas dos años después. Esta nueva Cámara de Cuentas se conoce gracias a las fotografías que se tomaron tras el incendio de 1871.
Al inicio del reinado de Luis XVI (1774-1792) tuvo lugar un cuarto incendio, en la noche del 10 al 11 de enero de 1776. El soberano aprovechó la ocasión y decidió despejar la entrada principal del palacio. Pudo darle una apariencia ornamental, acorde con los gustos arquitecturales de la época. A los arquitectos del rey, Pierre Desmaisons, Joseph-Abel Couture, Pierre-Louis Moreau-Desproux y Denis Antoine, se les encargó que hicieran tabla rasa de las construcciones orientales y reemplazasen el antiguo patio asimétrico por un imponente patio de honor neoclásico, cuya homogeneidad ocultaría la identidad primitiva del lugar y sus edificios más notables: la Sainte-Chapelle y el antiguo Gran Salón, convertido en Vestíbulo (Salle des Pas-Perdus). Las nuevas fachadas neoclásicas de la Galería Mercera (con su orden colosal corintio, su cúpula de planta cuadrada y su escalera monumental) y de la Galería Delfina se acondicionaron entonces. En 1778, la Torre Grande fue demolida. No se hizo un proyecto global, sino varias campañas de obras. Las obras se financiaron con un impuesto especial, aportado por los parisinos. La demolición del recinto oriental empezó en 1781, y la siguió, en 1783, la del Tesoro de las Cartas. En 1785, Desmaisons y Antoine emprendieron la construcción de una nueva ala este-oeste, llamada la "galería de la Sainte-Chapelle" (galerie de la Sainte-Chapelle), que bordeaba esta última por su flanco norte. La Galería Delfina se modificó para que bordease por completo el Vestíbulo. Finalmente, el nuevo patio de honor del palacio quedó cerrado en 1787, con una verja de hierro forjado dorado, obra de Bigonnet.
| 160                    |
| Plano de Mérian (1615) |

| 160 |
| Étienne Martellange, Sainte Chapelle de Paris après l'incendie (La Sainte-Chapelle de París tras el incendio) |

| 160 |
| Israël Silvestre, Chambre des comptes, Sainte Chapelle, et une des portes du Palais, XVIIe siècle (Cámara de cuentas, Sainte-Chapelle y una de las puertas del palacio en el siglo XVII) |

| 160 |
| Pierre-Denis Martin, Louis XV sortant du lit de justice tenu au parlement le 12 septembre 1715 (Luis XV saliendo del lecho de justicia celebrado en el parlamento el 12 de septiembre de 1715 |

| 160 |
| Hubert Robert, La démolition des maisons du Pont-au-Change, en 1788 (La demolición de las casas del Puente del Cambio, en 1788) |

### Revolución

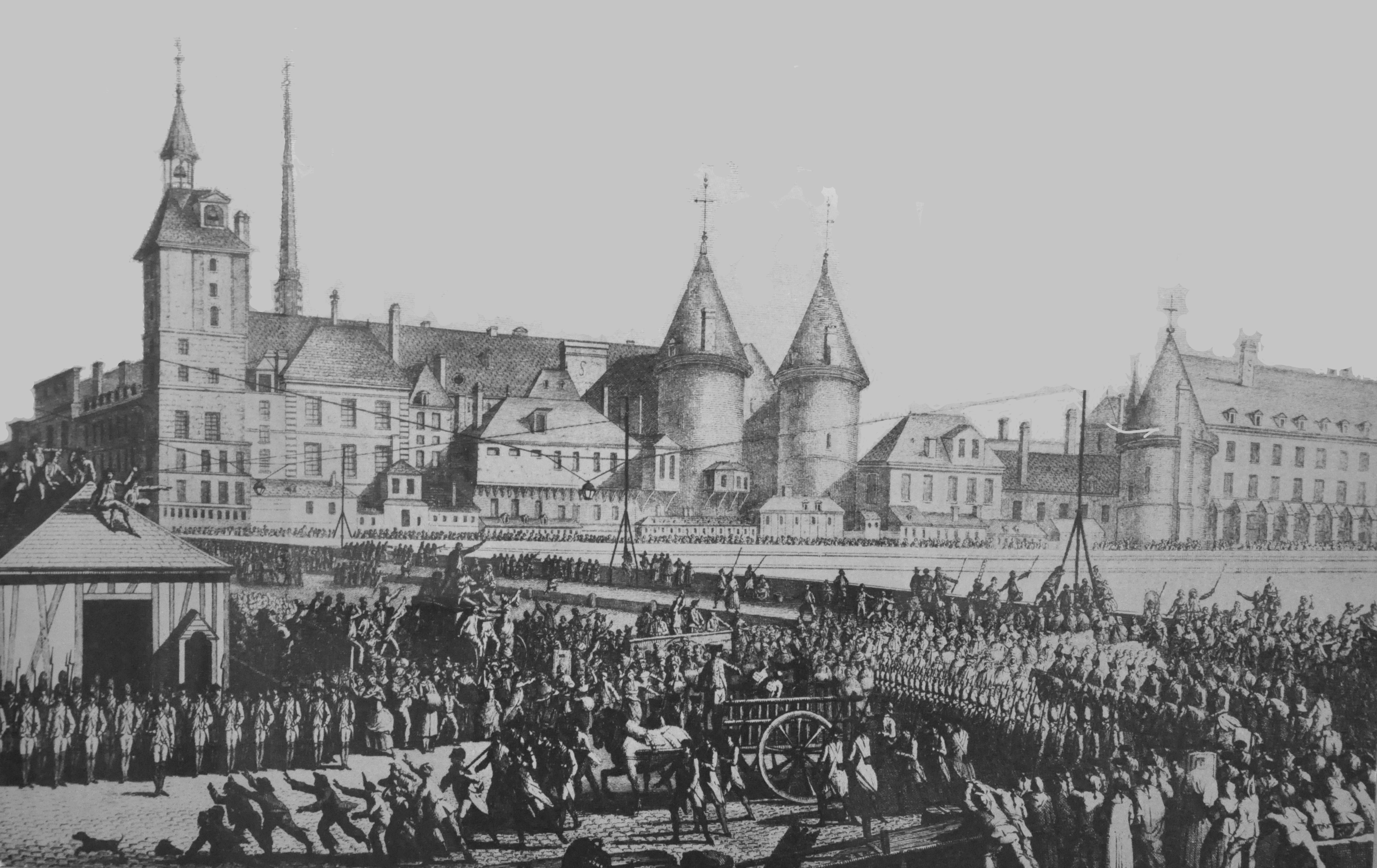

En 1789, el palacio de la Cité albergaba las principales instituciones del reino de Francia, entre las cuales estaban la Cámara de Cuentas, la Corte de la Moneda (Cour des Monnaies), la Corte de Ayudas (Cour des Aides) y, sobre todo, el Parlamento de París. Desde el mes de noviembre, se interrumpió la actividad de este último y fue reemplazado parcialmente por seis tribunales de distrito, de los cuales solo uno estuvo alojado en el palacio de la Cité. Pero el palacio continuó siendo el corazón del poder judicial: en 1791, albergó el Tribunal de Casación, establecido en la Sala Principal; el Tribunal Penal de París fue instalado allí igualmente, del mismo modo que los departamentos de la Policía, de los Dominios, de las Finanzas y de las Contribuciones.
Entre el 10 de agosto de 1792, fecha de la toma de las Tullerías, y el 21 de septiembre, cuando se proclamó la República, París, en manos de la Comuna, vivió un periodo de insurrección acompañada de masacres que aumentaron durante el Terror. Estrechamente ligado a la historia del palacio, el Tribunal Revolucionario se creó el 17 de agosto de 1792: rápidamente suprimido por la Convención, se restableció en marzo de 1793. El 6 de abril de 1793, el Tribunal Revolucionario se instaló en la primera planta, en la antigua Cámara Principal del Parlamento de París, rebautizada como Sala de la Libertad (Salle de la Liberté), y una segunda sala, llamada de la Igualdad (Salle de l'Égalité), se estableció en la antigua Sala San Luis (Salle Saint-Louis). El acusador público del tribunal, Fouquier-Tinville, había instalado sus oficinas en la misma planta, entre las Torres de César y de Plata (no lejos se encuentran también sus dependencias). Entre 1793 y 1794, comparecieron ante él más de 2700 personas, entre ellas María Antonieta y Robespierre. Desde entonces, todos los prisioneros bajo arresto en las diferentes prisiones de París, así como en algunas prisiones de provincias, y que debían comparecer ante el tribunal, fuero transferidos progresivamente a la Conciergerie. Ya con la reputación de ser la prisión más dura, durante el Terror, las celdas de la Conciergerie acogieron a varias centenas de prisioneros, por lo que la insalubridad y la promiscuidad agravaban las condiciones de reclusión.
El número de condenas de los "enemigos del pueblo" no cesó de crecer hasta la caída de Robespierre, sobre todo tras votarse la Ley de los Sospechosos del 17 de septiembre, que ordenaba el arresto de todos los enemigos de la Revolución, confesos o presuntos. Los juicios colectivos reemplazaron los juicios individuales de las grandes personalidades de la época. En 1794, se suprimieron los testigos y los abogados defensores y, cada día, varias decenas de personas eran guillotinadas. Arrestado el 9 de thermidor del año II (27 de julio de 1794), Robespierre fue condenado a muerte por el Tribunal Revolucionario al día siguiente. El 12 de prairial del año III (31 de mayo de 1795), la Convención suprimió el Tribunal Revolucionario y el Tribunal de Casación regresó al palacio de la Cité. En el transcurso de las reformas consulares, luego imperiales, la administración judicial tomó posesión del palacio, que se convirtió entonces en el palacio de justicia de París.

#### «La antesala de la guillotina»

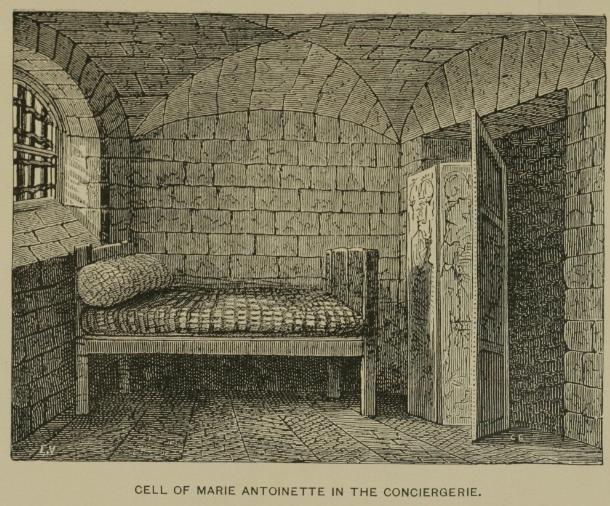

Los presos que habían comparecido ante el Tribunal Revolucionario, que tenía su sede en el Palacio de Justicia contiguo, y habían sido condenados a muerte, no eran devueltos a su calabozo. Se los separaba inmediatamente de los otros presos y eran conducidos, los hombres, a las dependencias que había tras el mostrador de la secretaría, y las mujeres a unas pequeñas celdas situadas en el pasillo central. Cuando el verdugo y sus ayudantes llegaban, se los reagrupaba a todos en el vestíbulo, bautizado como sala del aderezo (salle de la toilette) para ser despojados de sus efectos personales, rapados y atados allí. Rodeados de gendarmes, los condenados ―a veces varias decenas― atravesaban la sala de la ventanille y llegaban al patio de Mayo, que daba a la rue de la Barillerie (que se encontraba en el actual emplazamiento del actual bulevar du Palais). Allí era donde los presos esperaban a las carretas que debían conducirlos a la guillotina. En total, se guillotinó a 2780 presos en París.

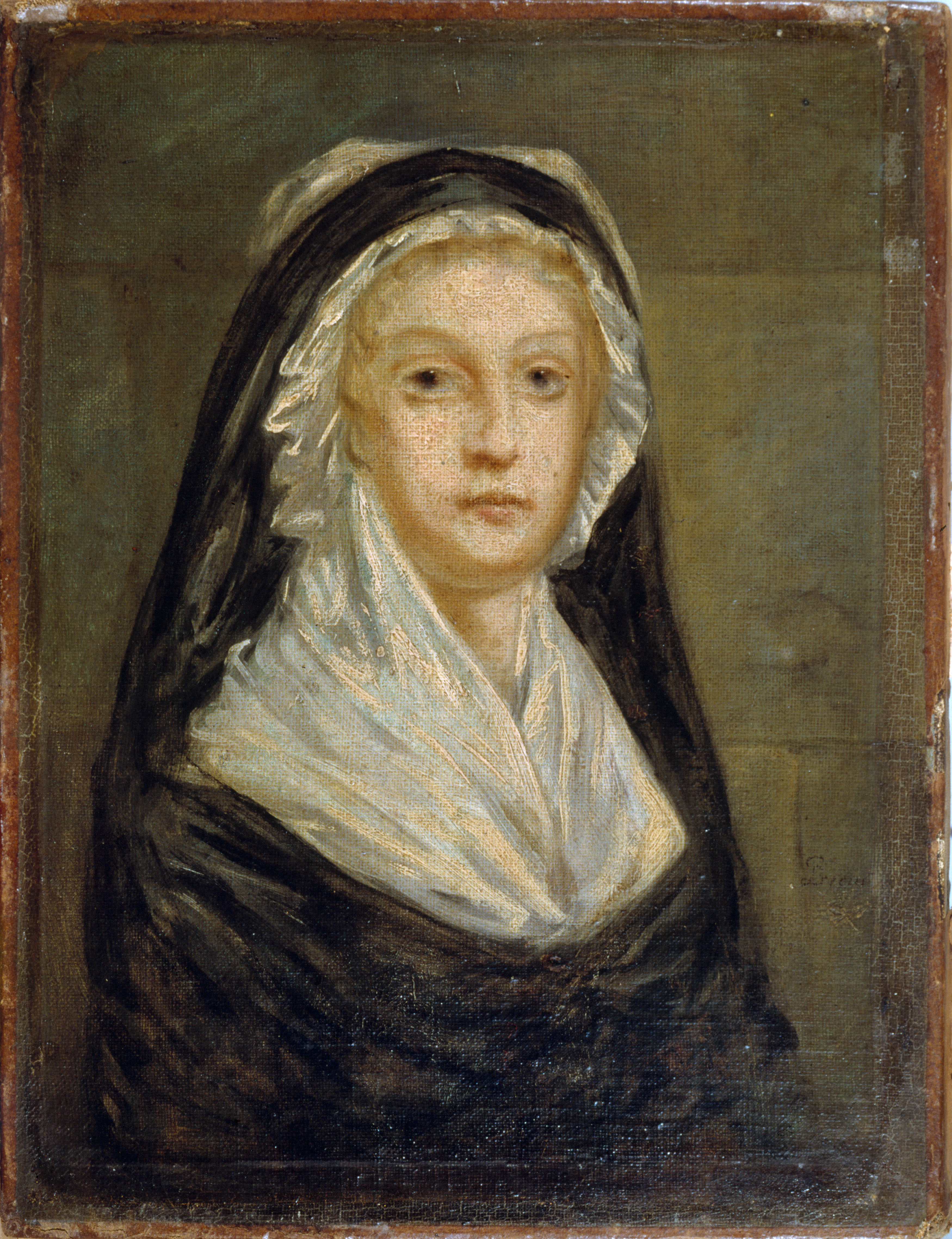
Retrato de María Antonieta realizado en la Conciergerie, unos días antes su ejecución.

Durante el Terror, pasaron por la Conciergerie 2768 personas sospechosas de actos antirrevolucionarios, entre las cuales estaban:
| - María Antonieta de Austria - La condesa du Barry - Jean Sylvain Bailly - Charlotte Corday - Georges Jacques Danton - Las Carmelitas de Compiègne | - Isabel de Francia(1764-1794) - Anne-Louise de Sérilly - Francisco de Miranda - Los girondinos - Jacques-René Hébert - Antoine Lavoisier | - Chrétien Guillaume de Lamoignon de Malesherbes - Luis Felipe de Orleans - Maximilien de Robespierre - Manon Roland - Antoine Jullien - Olympe de Gouges |

### La construcción del Palacio de Justicia
Bajo el Primer Imperio, la Sainte-Chapelle se transformó en un depósito anexo a los Archivos Nacionales, y conservó esta designación hasta 1837. La prisión de la Conciergerie fue reorganizada. El arquitecto Beaumont realizó un primer plano en 1807, luego Antoine-Marie Peyre, nombrado arquitecto del palacio de justicia, añadió anotaciones sistemáticas en 1810 y 1811. Emprendió la elevación de la Sala San Luis para establecer en ella la Corte de Casación, luego hizo reelaborar, con un estilo "cuasi egipcio", la escalera Luis XII de la Sainte-Chapelle.
Durante la Restauración, a petición de Luis XVIII, se edificó una capilla expiatoria en el emplazamiento del calabozo de la reina María Antonieta. La restauración de las bóvedas de la parte inferior del Gran Salón, emprendida bajo el Imperio, se acabó en 1819 y supuso una liberación de espacio, porque estaba llena de escombros y obstruida. En 1817, se procedió a la escisión de los lugares consagrados a la justicia de los consagrados al encarcelamiento: la entrada de la prisión se realizó al nivel del muelle del Reloj, y dejó de estar en el Patio de Mayo. La fachada septentrional del palacio, situada entre la Torre del Reloj y la Torre Bonbec, tenía un estilo medieval.
Durante la Monarquía de Julio, entre 1833 y 1835, Guy de Gisors remodeló, entre 1833 y 1835, la Galería San Luis (Gallerie Saint-Luis)en estilo neogótico, en el que puso en práctica las primeras teorías sobre la restitución de la policromía medieval. Paralelamente, entre 1835 y 1840, Jean-Nicholas Huyot, el arquitecto del palacio, llevó a cabo, con un equipo de arquitectos, una serie de ambiciosas reflexiones sobre la ampliación del palacio tras el rechazo del proyecto de Gisors. Previeron, entre otras cosas, la supresión de la Place Dauphine, la transformación del palacio según un principio de simetría que requería la creación de dos torres y de una sala grande al sur, la supresión de la Torre Bonbec y la creación de torres cuadradas en las esquinas, así como un nuevo reparto de las actividades relacionadas con el ejercicio de la justicia en el seno del palacio renovado. El palacio de justicia debía quedar regularizado y estructurado por dos grandes galerías que prolongasen las dos alas en retroceso sobre el Patio de Mayo. El muelle de los Orfebres (quai des Orfèvres) debía transformarse en un paseo, creado una gran perspectiva hasta Notre-Dame de París. El 18 de agosto de 1836, el proyecto de ampliación y aislamiento del palacio de justicia fue objeto de un decreto de declaración de utilidad pública. EL 15 de agosto de 1840, tras la muerte de Jean-Nicholas Huyot, el prefecto del Sena, Rambuteau, nombró arquitectos del palacio a Joseph-Louis Duc y Honoré Daumet. En 1847, se adoptó un nuevo proyecto, perceptiblemente diferente del precedente, siendo el más importante el cambio de orientación de la entrada principal del este al oeste, junto con la creación de una nueva fachada dotada de una escalera monumental.
Bajo el Segundo Imperio, este proyecto se llevó a cabo en gran medida de forma paralela a las obras de restauración de la Sainte-Chapelle y los edificios medievales de la Conciergerie. La fachada de las seis Cámaras Civiles del Tribunal de Primera Instancia, en el Noreste del Palacio, a lo largo del muelle del Reloj (quai de l'Horloge) se mantuvo en estilo neogótico, al igual que la fachada al este del Vestíbulo. El palacio fue ampliado hacia el noroeste y del lado del muelle de los Orfebres. Sobre todo, la construcción de los edificios de la Corte de Casación empezó en 1856. De la misma manera, durante este periodo, fue destruida la antigua Vivienda del Rey.
En plena insurrección de la Comuna, el Palacio de Justicia, apenas terminado, fue objeto de un incendio provocado, el 24 de mayo de 1871, por lo que Duc y Daumet si vieron obligados a volver a realizar muchas de las obras (Josepj-Luis Duc fallecerá en 1879): el Vestíbulo y la Cámara Principal habían sido totalmente consumidos. Durante la Tercera República, las obras tuvieron como objeto, en particular, una revisión de la organización de las partes centrales y el sudoeste del palacio; terminaron en 1914. En 1874, el lado este de la Place Dauphine fue demolido para destacar el ordenamiento neogriego de la fachada de Harlay. En 1881, se terminó la Corte de Casación. El proyecto de cubrir el lado meridional de la Isla de la Cité con una fachada monumental, reestructurar las Cámaras de lo Penal y ampliar el palacio se confió a Albert Tournaire: se expropió a los habitantes del antiguo barrio de los canónigos en 1904, con el fin de edificar allí las instalaciones del Gran Tribunal de París. Las obras empezaron en 1907, se terminaron en 1914, poco después de que la crecida del Sena de 1910 inundara el palacio.
Después de estas obras, el palacio ha sido objeto únicamente de redistribuciones internas, y perdió definitivamente su función carcelaria en 1934.
| 160 |
| Jean-Baptiste Corot, Le pont au Change vu du quai de Gesvres 1830 (detail) (El Puente del Cambio visto desde el muelle de Gesvres, 1830 ―detalle―) |

| 160                                                       |
| Charles Meryon, La Tour de l'Horloge (La Torre del Reloj) |

| 160 |
| Adrien Dauzats, La Conciergerie pendant les travaux de reconstruction du Palais de Justice et vue du quai de l'Horloge (La Conciergerie durante las obras de reconstrucción del Palacio de Justicia y vista del muelle del Reloj) |

| 160                               |
| Charles Marville, La Conciergerie |

| 160                                       |
| La cour du Mai en 1860 (El Patio de Mayo) |

## Vestigios contemporáneos
La Sainte-Chapelle y la Conciergerie son gestionadas por el Centro de los monumentos nacionales, al que han sido atribuidas a título de dotación mediante un decreto el 2 de abril de 2008. Estos lugares están abiertos al público, yse organizan en ellos exposiciones temporales.
Las cuatro torres que dan al Sena constituyen vestigios de la Edad Media, las fachadas se construyeron en el siglo XIX.
| 160                                                                   |
| La Torre del Reloj se construyó en torno a 1350 (foto tomada en 2013) |

| 160                                                                                       |
| La Torre César y la Torre de Plata se construyeron en el siglo XIV (foto tomada en 2015). |

| 160                                                                  |
| La Torre Bonbec se construyó entre 1226 y 1270 (foto tomada en 2012) |

| 160                                      |
| La Sainte-Chapelle (foto tomada en 2014) |

| 160                                           |
| Reconstrucción de la celda de María Antonieta |

Se ha reconstruido la vida cotidiana de la prisión de la Conciergerie: el despacho del secretario judicial, encargado de inscribir a los presos en los registros; el despacho del conserje, que se convirtió en responsable de los prisioneros durante la Revolución; las cárceles revolucionarias ―celdas de paja (cellules à pailleux), celdas de pistola (cellules de pistoles)― y la celda de María Antonieta. La hoja de la guillotina que sirvió para la ejecución de Lacenaire está expuesta.
La sala de los guardias
Antiguo refectorio del Palacio, estaba reservada como prisión para los hombres, y dividida someramente en calabozos. Ante la afluencia de prisioneros, fue dividida con un suelo instalado a media altura, que permitía así el acondicionamiento de dos salas superpuestas. Era encima de la Sala de los Guardias, en la primera planta, en la antigua Cámara Principal del Parlamento de París, donde tenía su sede el Tribunal Revolucionario.
La Calle de París
La Calle de París lleva este nombre por Monsieur de París (literalmente, "el señor de París"), el apodo que se le daba al verdugo del Tribunal Revolucionario, que venía a visitar a los prisioneros por este pasillo. También fue anexionada a la prisión de los hombres, y compartimentada en celdas minúsculas. Las de los "pailleux" (de paja), estaban reservadas a los presos sin recursos, que no podía permitirse más que paja para dormir en el mismp suelo. Las de "pistoles" (de pistolas) eran alquiladas a prisioneros ―llamados "pistoleros" (pistoliers)― de clase media, y estaban provistas de un lecho. Finalmente, los más afortunados alquilaban celdas individuales, con material para escribir (era costumbre escribir las memorias antes de morir), luz y, por supuesto, una cama.
El Patio Principal
Se trataba del antiguo Jardín del Rey, que había sido sustituido por un amplio patio rectangular. Estaba rodeado por una galería compartimentada en calabozos para los hombres.
El pasillo central
Oscuro y estrecho, a lo largo de este se distribuían numerosas dependencias: la sala del postigo, el despacho del conserje, la secretaría, la estancia tras la secretaría, el parlatorio, una sala de descanso para los carceleros, la enfermería, la capilla, algunas celdas de mujeres...
El patio de las Mujeres
Antiguamente un jardín que bordeaba la Vivienda del Rey, este patio era el lugar de paseo de las mujeres. Estaba rodeado de celdas cuya comodidad variaba según las posibilidades pecuniarias de las presas. En este patio, las mujeres hacían su colada en una fuente (que todavía se conserva a día de hoy); tomaban sus comidas en una de las mesas de piedra. El lugar fue, en la vida carcelaria durante la Revolución, un lugar importante para la vida social de las prisioneras. En un rincón todavía permanece lo que fue el "rincón de los doce": un cercado triangular separado del patio de las mujeres por una reja, que dependía del módulo de los hombres y que, sobre todo, contaba con cada uno de los "doce" condenados que podían, por última vez, en este espacio, decir adiós a su familia antes de que la carreta (de doce plazas...) se los llevase a la guillotina.
El despacho del secretario
Se ha reconstruido en el museo de la Conciergerie. Allí se inscribía en el registro, en el momento de su llegada, a los presos. Esta dependencia se ha convertido en el ambigú del Palacio de Justicia.
La sala del aderezo
En este lugar, los condenados a muerte eran despojados de sus efectos personales en beneficio del Estado o del verdugo, escasamente remunerado y que, por lo tanto, no tenía ganancias: joyas, tabaqueras, gafas, relojes. Luego, cada uno era sentado en un escabel, se le ataban las manos a la espalda; entonces se le escotaba el cuello de la camisa para cortarle el pelo a ras de la nuca. Luego, se escoltaba a los condenados hasta el Patio de Mayo, donde esperaban a las carretas que debían conducirlos a su lugar de ejecución.
La pequeña capilla real
Llamada "Capilla de los Girondinos", ocupa el emplazamiento del oratorio medieval del rey. La tradición sitúa aquí el lugar donde los veintiún girondinos esperaron la muerte durante la noche del 29 al 30 de octubre de 1793.
La primera celda de María Antonieta
La primera celda de María Antonieta de Austria se instaló en una antigua sala de reuniones de carceleros (una celda húmeda, compuesta por un catre de tijera con dos colchones, un sillón de caña, dos sillas y una mesa) con una ventana estrecha que daba al patio de las mujeres. Tras un intento de evasión (véase Alexandre Gonsse de Rougeville), se transfirió a María Antonieta a su segunda celda. La mitad de la reconstrucción de la celda de la reina se ha hecho en la auténtica celda, y la otra mitad en el tramo contiguo al este. Estaba custodiada por Madame Larivière, que se mostró demasiado compasiva con la reina, y fue reemplazada por la ciudadana Harel que, en tanto esposa de un miembro de la policía secreta, estaba allí a título de espía
La segunda celda de María Antonieta
Está situada al lado de la pequeña capilla real. Para mayor intimidad, se dividió la celda en dos con una mampara de paneles con un biombo que la separaba de los dos gendarmes, que aseguraban que estuviera permanentemente vigilada. Luis XVIII hizo erigir en la celda misma de la reina, dividida por un muro, una capilla expiatoria. La mitad oeste quedó unida a la capilla por medio de un local donde la tradición sitúa las últimas horas de Maximilien de Robespierre.

### Sources et bibliographie
- Sophie Abdela, La Prison parisienne au XVIIIe siècle, Ceyzérieu, Champ Vallon, coll. "Epoques", 2019.
- Antoine Boulant, "La Conciergerie", en Jean-Christian Petitfils (dir.), Marie-Antoinette. Dans les pas de la reine, Perrin, 2020, p. 249-264.
- Camille Dégez, Une Société carcérale. La prison de la Conciergerie (fin XVIe-milieu XVIIe siècles), tesis bajo la dirección de Denis Crouzet, Universidad París IV, 2013.
- Monique Delon (2000). La Conciergerie. Itineraires du patrimoine (en francés). Éditions du Patrimoine. p. 64. ISBN 978-2-85822-298-8.
- Jean Guerout, Le Palais de la Cité, des origines à 1417. Essai topographique et archéologique, en Mémoires de la Fédération des sociétés historiques et archéologiques de Paris et de l'Ile-de-France, 1949, tomo 1, p. 57-212, 1950, tomo 2, p. 21-204 y 1951, tomo 3, p. 7-101 (los artículos han sido reagrupados en un libro publicado en 1953 ; 432 p.).
- Arlette Lebigre, Moi, Barthélémy Dumont, geôlier de la Conciergerie, Perrin, 2009.
- Delhumeau, Herveline (junio de 2011). Le palais de la Cité, Du Palais des rois de France au Palais de Justice (en francés). París/Arles: éditions Actes Sud. p. 136. ISBN 978-2-7427-7207-0.
- Françoise Chevrier, La Conciergerie. Petites anecdotes et grandes tragédies, éditions Anovi, 2016.
- Guillaume Mazeau, La Conciergerie sous la Révolution, Editions du Patrimoine/Centre des monuments nationaux, 2019.
- Adrien Pitor, L'Espace du Palais. Étude d’un enclos judiciaire parisien de 1670 à 1790, tesis bajo la dirección de Reynald Abad, Universidad de la Sorbona, 2019.

### Artículos relacionados
- Lista de las residencias reales francesas
- Lista de las residencias de los jefes de Estado franceses
- Lista de las prisiones de París durante la Revolución
- Salón Principal del Palacio de la Cité
- Torre del Reloj del palacio de la Cité
- Cámara de Cuentas de París